# Heinersbrück
Heinersbrück település Németországban, azon belül Brandenburgban. Lakosainak száma 568 fő (2023. december 31.).

## Népesség
A település népességének változása:
| Lakosok száma | 573  | 581  | 590  | 583  | 568  |
|               | 2017 | 2019 | 2021 | 2022 | 2023 |